# Nicippé (fille de Thespios)
Pour les articles homonymes, voir Nicippé.
Dans la mythologie grecque, Nicippé (en grec Νικίππη) est l'une des cinquante filles de Thespios, roi de Thespies en Béotie, et de Megamede.
Héraclès ayant à la demande de Thespios libéré les bergers du mont Cithéron d'un lion qui les terrorisait, le roi souhaita l'avoir comme père de ses petits-enfants ; il lui envoya chaque soir l'une de ses filles et Héraclès devint le père de cinquante fils, les Thespiades. Nicippé après s'être unie à Héraclès, mit au monde Antimaque.

## Sources
- Pseudo-Apollodore, Bibliothèque [détail des éditions] [lire en ligne] (II, 4, 10 ; II, 7, 8).